# Juarez Cirino dos Santos
Juarez Cirino dos Santos (Rio Azul, 24 de setembro de 1942) é um professor universitário, pesquisador, escritor e advogado brasileiro. É o pioneiro da criminologia crítica no Brasil, um dos mais importantes criminalistas e criminólogos brasileiros de todos os tempos. É, atualmente, o Presidente do Instituto de Criminologia e Política Criminal.

## Biografia
Juarez Cirino dos Santos nasceu na cidade de Rio Azul, interior do Paraná, em 24 de setembro de 1942. Passou a infância no distrito de Jordão, próximo a Guarapuava. Ainda jovem, mudou-se para Curitiba, onde em 1961 ingressou na Universidade Federal do Paraná. Possui experiência em Direito, com ênfase em Direito Penal, e atuou especialmente na  subárea da Criminologia. Domina as línguas alemã, francesa e espanhola e compreende bem o inglês e o italiano.

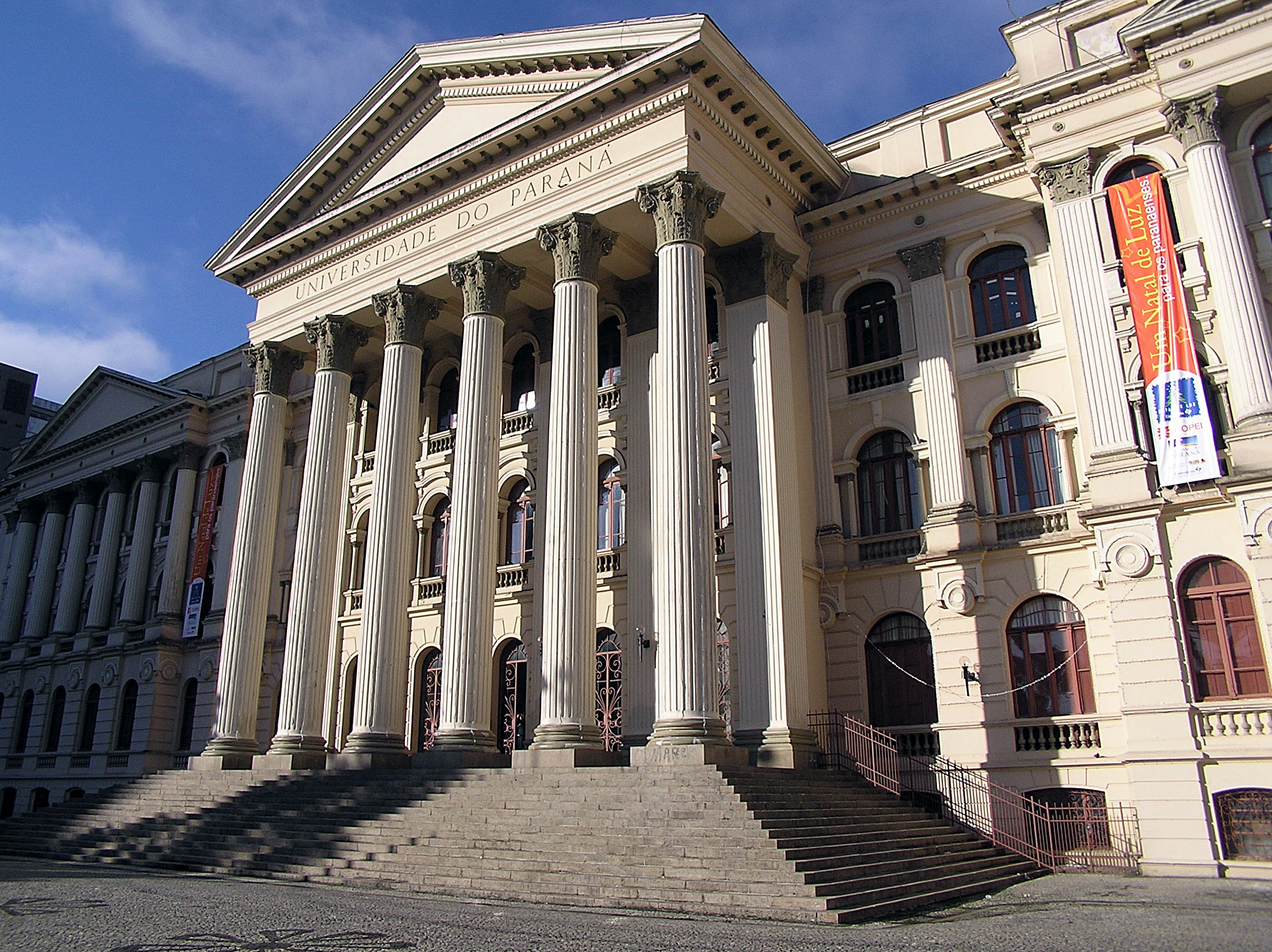
Universidade Federal do Paraná, onde Juarez Cirino dos Santos iniciou seu bacharelado em Direito

### Estudos e obra
Juarez Cirino dos Santos ingressou na Universidade Federal do Paraná em 1961, onde iniciou seus estudos de Direito. Logo no início da Faculdade, identificou-se ideologicamente com o Marxismo, atuando como militante do Partido Acadêmico Renovador. Tal corrente guia seu pensamento político e científico até os dias de hoje.
Graduou-se em 1965 e se mudou para o Rio de Janeiro. Na PUC-RJ realizou seu mestrado (1979), intitulado "Uma crítica ao Positivismo em Criminologia", criticando as então praticamente incontestes ideias de Bentham. Posteriormente concluiu sua tese de doutoramento (1981) na UFRJ, intitulada "A Criminologia Radical",  ambas sob orientação do Prof. Dr. João Mestieri. Essas teses, somadas à obra "As Raízes do Crime" (1984), compõem o tripé que sustenta a criação da moderna criminologia crítica no Brasil.
Em 1994, iniciou seu pós-doutoramento na cidade de Saarbrücken, Alemanha, sob a orientação de Alessandro Baratta.
Em suas obras, Juarez aproxima-se ou dialoga com teorias de autores como Marx, Engels, Foucault, Pasukanis, Baratta, Max Weber, Edwin Lemert, Howard Becker, Erwing Goffman, Rusche, Kirchheimer, Ivan Jankovic, entre outros

### Docência
Iniciou sua carreira docente em 1974, como Professor Adjunto, na Universidade Estadual de Londrina (UEL), onde permaneceu até 1991. Entre 1978 e 1982, atuou também como Professor Agregado na Pontifícia Universidade Católica do Rio de Janeiro (PUC/RJ), além de diversas outras universidades.
Em 2004, passou a ministrar Direito Penal e Criminologia na Universidade Federal do Paraná (UFPR), na qual permaneceu até 2012, quando completou 70 anos e teve que se aposentar compulsoriamente.
Atualmente leciona no Instituto de Criminologia e Política Criminal (ICPC), em Curitiba, sendo o Coordenador e principal professor do famoso Curso anual de Pós-Graduação em Criminologia e Direito Penal.

## Livros Publicados
- CIRINO DOS SANTOS, Juarez. Direito Penal - Parte Geral (8ª edição revista, atualizada e ampliada). 8ª. ed. Florianópolis: Tirant Le Blanch, 2018 .
- CIRINO DOS SANTOS, Juarez. Manual de Direito Penal - Parte Geral (2ª edição revista e atualizada). 2. ed. Florianópolis: Conceito Editorial, 2012.
- CIRINO DOS SANTOS, Juarez. A Criminologia Radical (3ª edição). 3ª. ed. Rio de Janeiro / Curitiba: Lumen Juris e ICPC, 2008.
- CIRINO DOS SANTOS, Juarez. A Moderna Teoria do Fato Punível - 4ª Edição. 4. ed. Rio de Janeiro / Curitiba: Lumen Juris e ICPC, 2005.
- CIRINO DOS SANTOS, Juarez. Teoria da Pena. Rio de Janeiro / Curitiba: Lumen Juris e ICPC, 2005.
- CIRINO DOS SANTOS, Juarez. Direito Penal: A Nova Parte Geral. Rio de Janeiro: Forense, 1985.
- CIRINO DOS SANTOS, Juarez. As Raízes do Crime (um estudo sobre as estruturas e as instituições da violência). Rio de Janeiro: Forense, 1984
- CIRINO DOS SANTOS, Juarez. A Criminologia da Repressão. Rio de Janeiro: Forense, 1979.